# Jean Cavalier
Jean Cavalier (in occitano Joan Cavalièr; Ribaute, 1681 – Londra, 1740) è stato un condottiero francese.

## Biografia
Fu uno dei capi della rivolta popolare che scoppiò nella Francia meridionale contro le misure repressive adottate da Luigi XIV nei confronti degli ugonotti.
Questa rivolta passò alla storia perché dei giovanissimi comandanti di brigata come Cavalier, che all'epoca aveva appena 22 anni, e degli artigiani e contadini riuscirono a mettere in difficoltà le truppe francesi, guidate da abili marescialli.
Uno di essi, Claude Louis Hector riuscì a stabilire dei legami di pace con i ribelli, mettendo fine alla guerra. Tuttavia i protestanti non ottennero i diritti reclamati.